# ژاله (گورستان)
گورستان مرکزی ژاله (اسلوونیایی: Centralno pokopališče Žale)، که اغلب به سادگی ژاله نامیده می‌شود، بزرگ‌ترین و اصلی‌ترین گورستان در لیوبلیانا و اسلوونی است. این گورستان در بژیگراد واقع شده و توسط شرکت عمومی ژاله اداره می‌شود.